# 福山スプリントカップ
福山スプリントカップ（ふくやまスプリントカップ）は福山市競馬事務局が福山競馬場のダート1250mで施行していた地方競馬の重賞競走である。

## 概要
2006年にアングロアラブ系・サラブレッド系3歳以上混合の中国所属馬限定の特別競走「スプリントカップ」として創設で9月に開催。創設当初はファン投票により出走馬を選出する競走だった。しかし、2007年と2008年の2年間は施行されず、2009年からサラブレッド系A1下選抜の重賞競走に格上げされ、施行時期を9月から7月に変更、更に名称を「福山スプリントカップ」に変更された。また、この年から中国・四国地区交流競走として施行され、高知所属の競走馬が出走可能となる。
距離はダート1250mであり、福山競馬の古馬重賞においてダート1250mで行われる競走はこの競走のみであった。
負担重量は2006年では馬齢重量、2009年では規定重量、2010年からは別定重量である。
総額賞金は81万円で、1着賞金60万円、2着賞金12万円、3着賞金6万円、4着賞金3万円と定められている。

## 歴史
- 2006年 - 福山競馬場のダート1250mのアングロアラブ系・サラブレッド系3歳以上混合の中国所属馬限定の馬齢重量の特別競走「スプリントカップ」として創設。
- 2007年～2008年 - 施行されず。
- 2009年
  - 重賞競走に格上げ。
  - 施行時期を9月から7月に変更。
  - 出走条件を「アングロアラブ系・サラブレッド系3歳以上混合の中国所属馬」から「サラブレッドA1下選抜の中国・四国所属馬」に変更。
  - 負担重量を「馬齢重量」から「規定重量」に変更。
  - 名称を現在の「福山スプリントカップ」に変更。
- 2010年 - 負担重量を「規定重量」から「別定重量」に変更。

### 歴代優勝馬
| 回数  | 施行日        | 優勝馬             | 性齢 | 所属 | タイム | 優勝騎手 | 管理調教師 |
| ----- | ------------- | ------------------ | ---- | ---- | ------ | -------- | ---------- |
| 第2回 | 2009年7月19日 | ファンドリコンドル | 牡6  | 高知 | 1:21.7 | 岡田祥嗣 | 雑賀正光   |
| 第3回 | 2010年7月18日 | ウォーターオーレ   | 牡8  | 福山 | 1:22.6 | 黒川知弘 | 黒川幹生   |
| 第4回 | 2011年7月17日 | シルクウィザード   | 牡8  | 福山 | 1:22.1 | 渡辺博文 | 渡邉貞夫   |
| 第5回 | 2012年7月8日  | シーアクロス       | 牡7  | 高知 | 1:20.6 | 赤岡修次 | 雑賀正光   |

※重賞競走として施行された2009年以降とする。

## 補足
2010年から福山スプリントカップ施行当日は「スプリント祭」が開催され、本競走を含め11競走全てダート1250mで行われる。ちなみに、2010年7月18日当日は第11競走（A3一般競走）で1:22.5、2011年7月17日当日は第8競走（B3一般競走）で1:21.7を記録し、福山スプリント以外のレースからレコードタイムが出ている。